# Srđan Milodanović
Srđan Milodanović (Subotica, 1982.) je likovni umjetnik iz zajednice Hrvata iz Vojvodine.

## Umjetnički rad
Kao autor stvara u područjima koja su blizu ready made umjetnosti. Pri tome originalno iskoračuje: služeći se odbačenim, otpadnim neslikarskim materijalima (drvene letve, lokot, klopka, metalne ploče)"zatvara" nenaslikana bijela platna te na taj način stvara upadljive nove slike-objekte koje imaju drugo značenje, sliku zbilje. Djela su asamblaži kojima reagira na to što se tradicionalnim slikarskim sredstvima ne može prenijeti poruka, a ujedno njima kritizira suvremeno društvo.

## Životopis
Izlagao je na skupnim izložbama. U Hrvatskoj je skupno izlagao u Zagrebu u Galeriji Matice hrvatske zajedno s Leom Vidaković, Verom Đenge i Goranom Kujundžićem (Paralelni procesi), u Varaždinu u Klubu Europa media u Hrvatskom narodnom kazalištu, u Požezi u Gradskom muzeju, u Šibeniku u Galeriji svetog Krševana i tako dalje. U Subotici je skupno izlagao u Modernoj galeriji Likovni susret te u još nekoliko gradova po Vojvodini, a u organizaciji Zavoda za kulturu vojvođanskih Hrvata.